# Dingwall Castle

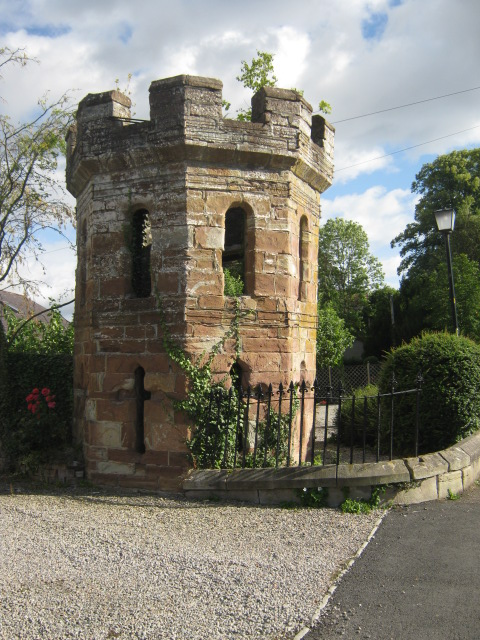
Diese Folly soll aus den Steinen des ehemaligen Dingwall Castle an dessen Standort entstanden sein und ist einer der wenigen Überreste der Burg.

Dingwall Castle war ein mittelalterliches Fort und eine königliche Burg in der Stadt Dingwall in der schottischen Council Area Highland. Historisch befand sie sich im Osten der traditionellen Grafschaft Ross-shire. Die Anlage ist als Scheduled Monument geschützt.

## Geschichte
Es wird angenommen, dass norwegische Siedler die Burg im 11. Jahrhundert errichteten.

### Schottische Unabhängigkeitskriege
Während der schottischen Unabhängigkeitskriege war die Burg mit einer Garnison von Truppen König Eduards I. von England belegt. Es wurde später von schottischen Truppen unter der Führung von Uilleam, 3. Earl of Ross, für König Robert the Bruce eingenommen.
Von der Burg aus führte der Earl of Ross (Clanchef der Ross) 1314 seine Männer gegen die Engländer in die Schlacht von Bannockburn. Als Belohnung hierfür verlehnte ihm König Robert 1321 die Burg, die Stadt und die Ländereien.

### Mord auf der Burg

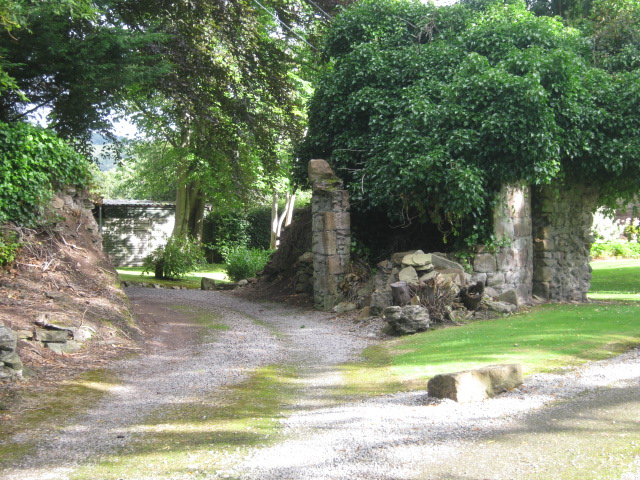
Diese zerbrochenen Mauern sind die einzigen Überreste des ursprünglichen Dingwall Castle.

1370 kam eine Fehde zwischen William Sutherland, 5. Earl of Sutherland, (Clanchef der Sutherlands) und Iye Mackay, 4. Earl of Strathnaver, (Clanchef der Mackays) auf. Man arrangierte ein Treffen der beiden auf Dingwall Castle, um ihren Streit zu schlichten. Aber Ive Mackay und sein Sohn Donald Mackay wurden beide von Nicholas Sutherland, Bruder des Earl of Sutherland, auf der Burg im Schlaf umgebracht.

### Duell
Anfang des 15. Jahrhunderts soll ein Duell zwischen dem Statthalter der Burg, der von Robert Stewart, Duke of Albany, ernannt worden war, und Thomas Munro, Bruder von Hugh Munro, 9. Baron of Foulis, (Clanchef der Munros) stattgefunden haben. Die beiden trafen sich im Dorf Maryburgh, und nach einem Streit wurden Dirks gezogen und ein Duell fand statt, in dem Munro den Statthalter der Burg tötete. Die Scottish Castle Association stellt fest, dass der neue Statthalter der Burg von einem der Munros „ermordet“ und durch einen aus dem Clan MacKay ersetzt wurde.

### Einnahme durch den Lord of the Isles
1411 nahm Domhnall of Islay, Lord of the Isles, (Clanchef der Donalds) Dingwall Castle als Teil seiner Bemühungen zur Erlangung des Earldoms Ross ein. Dies geschah kurz vor der Schlacht von Harlaw.
1438 wurde der nächstfolgende Clanchef der Donalds, Alexander of Islay, Earl of Ross, offiziell als Earl of Ross anerkannt und nahm seine Residenz auf Dingwall Castle. Sein Sohn, John of Islay, Earl of Ross, war nicht so erfolgreich; das Earldom Ross wurde konfisziert und die Burg wurde 1475 wieder königlicher Besitz. John Munro, 11. Baron of Foulis, wurde dann zum Statthalter der Burg ernannt, dem wiederum Andrew Munro, 2. of Milntown, nachfolgte. Der nächste Statthalter war ab 1488 Sir James Dunbar.

### 16. Jahrhundert
1507 ließ Andrew Stewart, der Bischof von Caithness, Umbauten an Dingwall Castle durchführen, nachdem die Burg von den Donalds und den Mackenzies bestürmt worden war. Spätere Statthalter waren John Stewart, 2. Earl of Atholl (1516–1522), John, Earl of Moray, (Bruder von König Jakob V.), David Sinclair (–1550), George Munro, 4. of Milntoun, (auch „of Docharty“ genannt; 1561), Andrew Keith, 1. Lord Dingwall (1584) und Sir John Preston, Earl of Desmond (1605).

### Niedergang
Die Krone gab Dingwall Castle um 1600 auf und es verfiel später zu einer Ruine. Nach dem Tod von König Jakob VI. 1625 wurde die Burg nicht mehr unterhalten. Bis 1817 nutzte man sie als Steinbruch, dann wurde sie schließlich eingeebnet und nur einige Fragmente blieben erhalten.

## Tunnel
Es gibt noch einen Tunnel, der vom Standort des alten Dingwall Castle zum Keller des nahegelegenen Tulloch Castle führt. Der Tunnel ist heute eingestürzt, aber man kann den Gang durch eine Lüftungsöffnung auf dem Rasen vor Tulloch Castle sehen.